# Vilarmaior
Vilarmaior község Spanyolországban, A Coruña tartományban. Vilarmaior Monfero, Irixoa, Miño, A Coruña és Pontedeume községekkel határos. Lakosainak száma 1252 fő (2024).

## Népesség
A település népessége az utóbbi években az alábbiak szerint változott:
| Lakosok száma | 1398 | 1362 | 1326 | 1294 | 1273 | 1236 | 1260 | 1226 | 1219 | 1252 |
|               | 2001 | 2004 | 2006 | 2009 | 2011 | 2014 | 2016 | 2019 | 2021 | 2024 |